# Amenuser
Amenuser (anomenat també Useramen o User) fou un Djati de l'antic Egipte sota els faraons Hatshepsut i Tutmosis III de la dinastia XVIII. Useramen era fill del visir Amethu anomenat Ahmose, que va servir durant el regnat de Tutmosis II i els primers anys dels regnats combinats de Hatshepsut i Tutmosis III. La seva mare es deia Ta-amenthu. Useramen estava casat amb una dama anomenada Tuiu, i se sap que la parella va tenir almenys quatre filles i un fill per les seves tombes.
Useramen provenia d'una família molt influent. El seu pare va ser visir abans que ell i més tard el seu germà Neferweben també es va convertir en visir. Useramen també era l'oncle de Rekhmire, que era visir sota Thutmosis III.
Estava casat amb Tuiu de la que va tenir a quatre filles i un fill. La seva tomba a Tebes és l'assenyalada com a tomba TT61.